# Espanola (Kanada)
Espanola – miasto (town) w Kanadzie, w prowincji Ontario, w dystrykcie Sudbury. Położone jest nad rzeką Spanish River ok. 70 km na południowy zachód od Greater Sudbury.

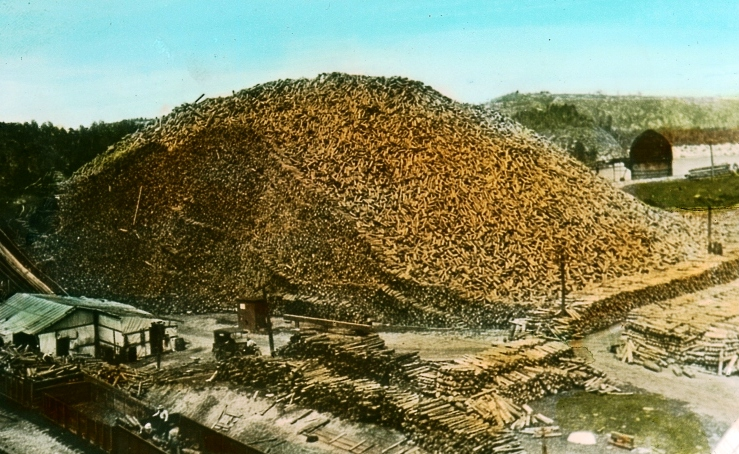
Spanish River Pulp and Paper company ok. 1927 r.

Europejska obecność w Espanoli rozpoczęła się we wczesnym XX wieku, kiedy zbudowano tu papiernię (Spanish River Pulp and Paper company). Zaopatrywano ją drewnem z okolicznych lasów. Papiernię zamknięto w 1929 r. wskutek Wielkiego Kryzysu, otwarto ponownie w 1946 r. Obecnie jest to wielka papiernia firmy "Domtar".
Liczba mieszkańców Espanoli wynosi 5 314. Język angielski jest językiem ojczystym dla 79,1%, francuski dla 16,7% mieszkańców (2006).